# The True Jesus Church
The True Jesus Church (engelska) eller Zhen Yesu Jiaohui (kinesiska) är en självständig trosinriktning som har sitt ursprung i pingströrelsen, men också påverkats tydligt av sjundedagsadventisterna. 
Kyrkan grundades 1917, i Peking i Kina, av Paul Wei, Lingsheng Chang och Barnabas Chang. I dag har den över 1,5 miljon medlemmar i 45 länder och fem kontinenter, de flesta i Kina men även 86 000 i andra länder.

## Fem sakramenten
De fem grundläggande sakramenten i The True Jesus Church är:

### Andedopet
"Mottagande av den Helige Ande, bekräftad av tungotal, är garantin för vår arvsrätt till Guds rike".

### Dopet
Dopet med vatten är sakramentet för syndernas förlåtelse och återuppståndelsen. Dopet skall ske i naturligt, levande vatten som en flod, en sjö eller en källa.
Den döpande skall redan ha mottagit dopet i vatten och den Helige Ande i Jesu Kristi namn, och den som döps skall nedsänkas helt i vattnet med huvudet böjt och ansiktet vänt nedåt.

### Fottvagning
Kvällen innan Jesus tillfångatogs tvättade han sina lärjungars fötter. Detta bruk har bland annat i the True Jesus Church tagits upp som ett sakrament. Det skall utgöra en konstant påminnelse om att leva i ständig kärlek, helighet, ödmjukhet, tillgivelse och tjänande.
Var och en, som har mottagit dopet i vatten skall ha sina fötter tvättade i Jesu Kristi namn. Ömsesidig fottvagning praktiseras alltid när det verkar passande.

### Den heliga nattvarden
Med den heliga nattvarden påminns om Jesu Kristi död.
Det skall ge deltagarna del i Jesu kropp och blod och ge återuppståndelse och evigt liv. Detta sakrament skall firas så ofta som möjligt. Det skall endast användas osyrat bröd och druvsaft.

### Sabbaten
Sabbaten, veckans sjunde dag (lördagen), ses som en helig dag, välsignad och instiftad av Gud. Under sabbaten bör den kristne begrunda Guds nåd, såsom den tagit sig uttryck i hans skapelse och frälsning, och påminna sig om hoppet om evig frid i det kommande livet.

## Ytterligare lärosatser

### Jesus Kristus
The True Jesus Church ansluter sig till den objektiva försoningsläran, att Jesus Kristus tog på sig all synd då han dog på korset, samt att han återuppstod och steg upp till himlen. Kyrkan betonar att Kristus är den enda räddningen för mänskligheten.

### Bibeln
Bibeln, bestående av Gamla och Nya Testamentet, ses som inspirerad av Gud och den enda sanna källan till kunskap om Jesu liv och gärning. 

### Frälsning
The True Jesus Church menar att frälsning är given av Gud i nåd och tas emot genom tro. De troende måste anförtro sig åt den Helige Ande för att nå helighet, och i detta ära Gud och älska människor.

### Den yttersta domen
Den dubbla utgången, det vill säga att människor vid tidens slut kommer att dömas i en yttersta dom till himmel eller helvete ingår i rörelsens tro.

### Kyrka
The True Jesus Church ser sig som den återupprättade, ursprungliga kyrkan från apostolisk tid.